# 태인 최씨
태인 최씨(泰仁 崔氏)는 전북특별자치도 정읍시 태인면을 본관으로 하는 한국의 성씨이다. 시조 최용전(崔勇田)은 경주 최씨의 시조인 최치원의 후손이며, 조선에서 예빈사판사(禮賓寺判事)를 지냈다.

## 참고 자료
- “태인최씨(泰仁崔氏)”. 뿌리를 찾아서.[깨진 링크(과거 내용 찾기)]